# Curse of the Hidden Mirror
Curse of the Hidden Mirror – czternasty album studyjny zespołu Blue Öyster Cult z czerwca 2001 roku. Jedynym singlem z tej płyty był słabo przyjęty „Pocket”. Słaba sprzedaż i kiepskie relacje doprowadziły do porzucenia zespołu przez ich wytwórnię Sanctuary Records, czego w rezultacie grupa nie wydała kolejnego albumu studyjnego przez prawie 20 lat, aż do wydania The Symbol Remains w 2020 roku.
Tytuł albumu pochodzi z utworu Curse of the Hidden Mirrors zawartej na niewydanym albumie St. Cecilia: The Elektra Recordings Stalk-Forrest Group – zespołu, który później stał się Blue Öyster Cult – nagranej w 1970 roku.
John Shirley, autor cyberpunkowej science fiction, napisał teksty do wielu utworów na ten album.
„Out of the Darkness” została pierwotnie wykorzystana w filmie Bad Channels z 1992 roku, do którego Blue Öyster Cult nagrał ścieżkę dźwiękową, jednak utwór ten nie znalazł się na ścieżce dźwiękowej do filmu. "Showtime" został początkowo napisany i nagrany dla Cultösaurus Erectus, ale ostatecznie nie został wykorzystany.
Jest to ostatni album Blue Öyster Cult, w którym występuje długoletni klawiszowiec Allen Lanier, który zmarł 14 sierpnia 2013 roku.

## Lista utworów
| Nr  | Tytuł utworu                                                                               | Długość |
| --- | ------------------------------------------------------------------------------------------ | ------- |
| 1.  | „Dance on Stilts” (J. Shirley, D. Roeser)                                                  | 6:05    |
| 2.  | „Showtime” (E. Bloom, J. Trivers)                                                          | 4:38    |
| 3.  | „Old Gods Return” (J. Shirley, E. Bloom, D. Roeser)                                        | 4:36    |
| 4.  | „Pocket” (J. Shirley, D. Roeser)                                                           | 4:15    |
| 5.  | „One Step Ahead of the Devil” (J. Shirley, E. Bloom, D. Roeser, D. Miranda, B. Rondinelli) | 4:16    |
| 6.  | „I Just Like to Be Bad” (J. Shirley, E. Bloom, B. Neumeister)                              | 3:54    |
| 7.  | „Here Comes That Feeling” (D. Trismen, D. Roeser)                                          | 3:21    |
| 8.  | „Out of the Darkness” (J. Shirley, D. Miranda, E. Bloom, D. Roeser)                        | 5:06    |
| 9.  | „Stone of Love” (R. Meltzer, D. Roeser)                                                    | 5:49    |
| 10. | „Eye of the Hurricane” (J. Shirley, E. Bloom, B. Neumeister, D. Roeser, B. Rondinelli)     | 4:40    |
| 11. | „Good to Feel Hungry” (J. Shirley, D. Miranda, E. Bloom, D. Roeser)                        | 4:12    |
|     |                                                                                            | 50:52   |

## Twórcy

### Skład
- Eric Bloom – śpiew (2, 3, 5, 6, 8, 10, 11), gitary rytmiczne (stun guitars), produkcja
- Donald "Buck Dharma" Roeser – gitary prowadzące, śpiew (1, 4, 7, 9), produkcja
- Allen Lanier – gitary rytmiczne, instrumenty klawiszowe, dodatkowy wokal
- Danny Miranda – gitara basowa, dodatkowy wokal
- Bobby Rondinelli – perkusja, instrumenty perkusyjne

### Dodatkowi muzycy
- Norman DelTufo – instrumenty perkusyjne
- George Cintron – dodatkowy wokal

### Produkcja
- Paul Orofino – inżynier, miks
- Leon Zervos – mastering